# 明石市立大観小学校
明石市立大観小学校（あかししりつ たいかんしょうがっこう）は、兵庫県明石市大明石町二丁目にある公立小学校。2022年度（令和4年度）現在の児童数は 225名となっている。

## 沿革
- 1909年（明治42年）4月1日 - 明石第四尋常小学校として開校。
- 1923年（大正12年）3月 - 明石第三尋常小学校廃校に伴い、その大部分を編入。
- 1925年（大正14年）6月1日 - 高等科を設置し、明石市大観尋常高等小学校と改称。
- 1931年（昭和6年）4月 - 穴門完成。
- 1941年（昭和16年）4月1日 - 明石市大観国民学校と改称。
- 1945年（昭和20年）7月7日 - 明石6回目の空襲で校舎全焼。焼夷弾で校区も95％焼失し、児童19名が犠牲となる。[2]
- 1947年（昭和22年）4月1日 - 明石市立大観小学校に改称。学校給食開始。
- 1948年（昭和23年）2月12日 - 木造二階建校舎を一棟新築。
- 1951年（昭和26年）4月16日 - 明石市立大観幼稚園を併設。
- 1967年（昭和42年）3月20日 - 鉄筋校舎工事完工（第四期 第一期完工は1959年）。
- 1995年（平成7年）1月17日 - 午前5時46分、阪神・淡路大震災が発生。南校舎テラスが陥没し、各所に亀裂が入る。
- 2000年（平成12年）11月1日 - 改築成った校舎へ移転。
- 2003年（平成15年）7月18日 - 穴門お別れ式。
- 2005年（平成17年）1月27日 - 新正門開通と地下道完成を祝う。
- 2008年（平成20年）11月15日 - 大観小学校創立100周年記念式典挙行。
- 2018年（平成30年）10月11日 - 兵庫県教育委員会からグリーンスクール表彰校に選定される[3]。

## 通学区域
- 通学区域は以下となる[4]。
  - 大明石町1丁目（明石小学校の区域を除く）、大明石町2丁目（一部）、本町2丁目（明石小学校の区域を除く）、材木町、樽屋町、日富美町、大観町、港町、岬町

## 進学先中学校
- 公立学校は、明石市立衣川中学校に進学[4]

## 周辺
- 明石郵便局
- 神戸地方法務局 明石支局
- ハローワーク明石（明石公共職業安定所）
- 明石郵便局
- 明石浦漁港
- 明石川
  - 明石大橋 - 明石川にかかる国道2号の橋（明石海峡にかかるのは明石海峡大橋）

## アクセス
- JR西日本明石駅・山陽電鉄山陽明石駅から西へ約500m
- 山陽電鉄西新町駅から東へ約300m
- 国道2号沿い

## 通学区域が隣接している学校
- 明石市立林小学校
- 明石市立王子小学校
- 明石市立明石小学校
- 明石市立中崎小学校 （海を挟んで隣接。）